# Липинські
Липинські — польсько-український рід герба «Бродзіч» (пол. «Brodzic»), що бере свій початок з Мазовії, а з XVIII століття перебуває на Поділлі. Він належав до «кресов’яків», тобто поляків, що жили на кресах – околиці «польського світу». 

Герб «Бродзіч»

## Походження

### Дослідники
В 1952 році короткий родовід династії опублікував відомий український історик-геральдик та генеалог В'ячеслав Сенютович-Бережний та опублікував розвідку під назвою «Рід В'ячеслава Липинського» у журналі «Державницька думка».
Схему роду Липинських герба «Бродзіч» у другій половині XVIII—XIX століття. опублікував Лев-Ростислав Білас як додаток до своєї англомовного роботи «The Intellectual Development of V. Lypyns'kyj: His World View and Political Activity before World War I».
Частково окреслив родовід Липинських український учений Олександр Оглоблин, працюючи у 1959 році над своєю монографією «Люди старої України», про що свідчать його нотатки, які збереглися у його приватній колекції в Українській вільній академії наук у США.
На думку В'ячеслава Сенютовича-Бережного, існує три основні династії Липинських, не споріднені між собою.
Родоначальник однієї з них приблизно 1400 році отримав землю Липницю на Помор'ї від короля Казимира Ягелончика як «нагороду за послуги у боротьбі проти Ордену, з обов'язком несення військової служби». В 1590 році на сеймі у Варшаві виступив воєвода Поморський Ян Липинський, очевидно, нащадок цих шляхтичів.
Крім того, відомі ще два старі осередки Липинських: «Липня в землі Равській, парафії Лубані, та Липини, повіту Каменчиковського, у землі Нурській, в Мазовії».

### Рід В'ячеслава Липинського
Рід В'ячеслава Липинського належав до герба «Бродзич», зачинався саме від третьої гілки. Згадки про нього зустрічаються на початку XVI століття «Десь коло 1515 року Андрій, бувший плебан Райгорода, з братами Варфоломієм та Матвієм дістали від князів Мазовецьких за заслуги великі маєтки під загальною назвою Липини», — писав історик. Доменік — син Матвія — разом з братом та кузенами, діставши у 1526 році від княгині Анни Мазовецької Маґдебурзьке право для своїх маєтків, поділили їх на дві частини: Lipina antiqua та Lipina nova, або Wagan.
Такої ж думки дотримується В'ячеслав Липинський. Зокрема, в автобіографії він наголошував, що сім'я «належала до роду земельної шляхти мазовецької, якого одна лінія (що в XVI і XVII столітті писалася по імені своєї гніздової посілості в землі Нурській „de Antiqua Lipiny“)».
Зокрема, В'ячеслав Сенютович-Бережний, згадує серед далеких пращурів ще Богдана Липинського, який у 1581 році овруцький зем'янин та Петра Липинського — підстаросту Овруцького початку XVII століття, а «також Яна і Стефана, православного, 1665».
Гілка роду, до якого належав В'ячеслав Липинський, починається від Домініка Липинського та його синів Павла, Альберта-Войцеха та Яна.
Згідно з автобіографією В'ячеслава Липинського, його пращури на початку XVIII століття переїхали в Україну, «осіли на стало на Поділлі, придбали там значні земельні маєтки і займали там у XVIII і XIX століть різні земські і військові уряди».

## Рід

### I
Близько 1526 року
- Липинський Бартоломій
- Липинський Мацей

### II
- Липинський Ян Бартоломійович
- Липинський Якуб Бартоломійович
- Липинський Адам Мацейович
- Липинський Домінік Мацейович

### IX
- Липинський Павло
- Липинський Альберт-Войцех
- Липинський Ян-Ігнатій (?-1738) — придбав на Поділлі маєтки.

### X
- Липинський Антоній Янович — в 1735 році товариш панцерної роти Йосифа Потоцького, каштеляна Брацлавського, а потім коморний воєводства Подільського (1744), мечник Подільський (1745), писар земський Кам'янець-Подільського, а від 1778 року — каштелян Галицький.
- Липинський Антоній (з другої Подільської лінії роду Липинських) — стольник Дрогицьким (1745).

+ Плоська Маріяна Альбертівна — донька Альберта Плоського, підстолія Цєхановського та Софії Хоментовської.

### XI
- Липинський Вікентій Антонійович
- Липинський Войцех Антонійович
- Липинський Йосиф-Антоній Антонійович — товариш роти панцерної (1752 рік), стольник Дрогицький, стольник Курський (1756 р.), близько 1759 року переїхав на Поділля і одідичів село Теремковці та одружився.

+ Цецілія Текліч

### XII
- Липинська Франциска Йосифівна
- Липинська Маріяна Йосифівна
- Липинський Ян Йосифович
- Липинський Антоній Йосифович — делегат до воєводства Подільського (1786 рік), підкоморій Кам'янецький (1796 рік), маршалок шляхти Кам'янецького повіту (1805 рік).

+ Юстина Качковська.

### XIII
- Липинський Фабіан Антонійович — хорунжий і суддя граничним Ольгопільського повіту (1814), маршалок шляхти цього повіту (1820—1826), головою Окружного суду Подільської губернії.

+ Юзефа Ярошинська.
- Липинський Северин-Ґжеґож-Філіп-Неріуш Антонійович

### XIV

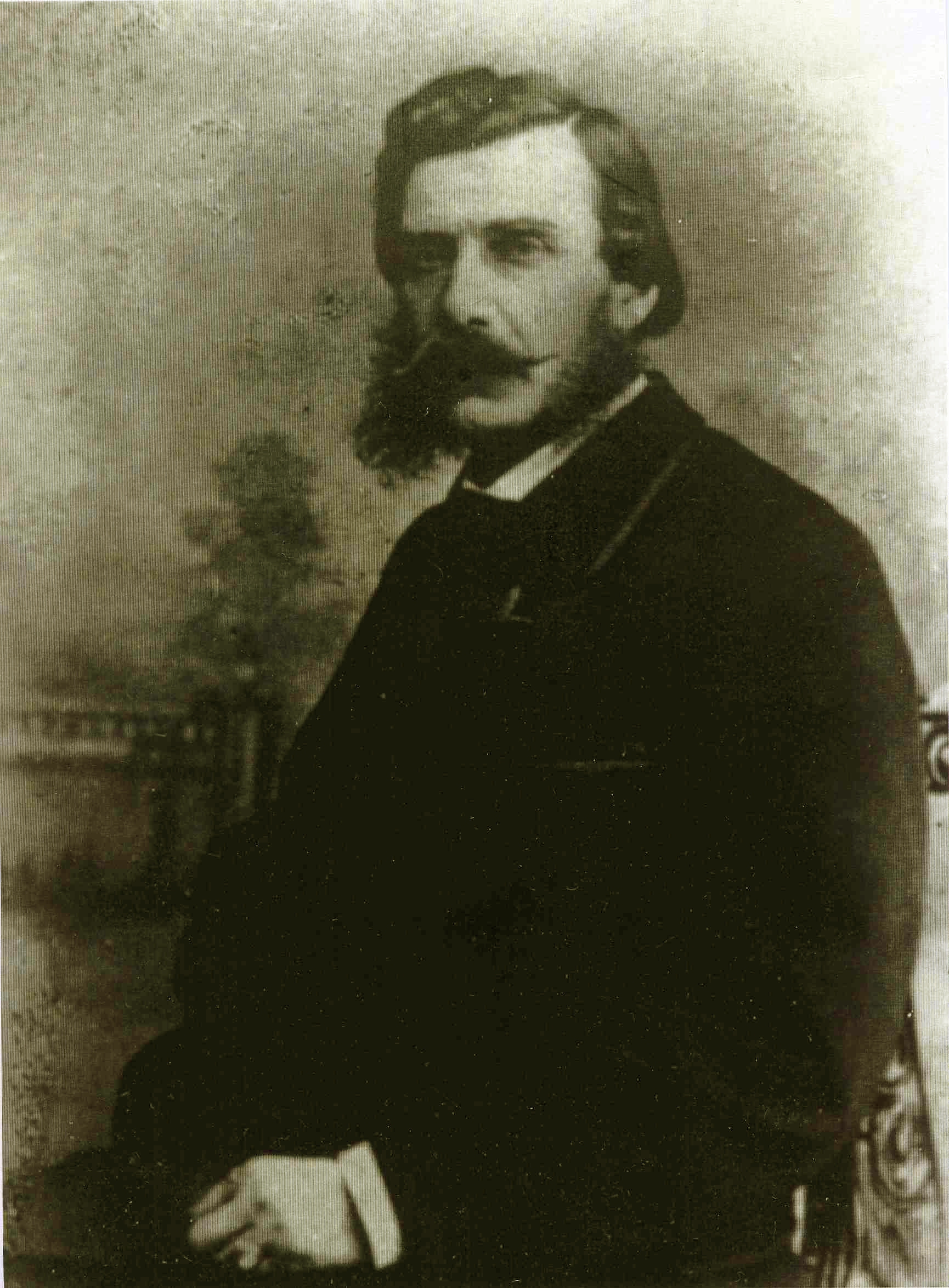
Володимир-Северин-Маріан Липинський

- Липинський Володимир-Северин-Мар'ян Фабіанович (1814—1883) — офіцер Харківського уланського полку, мешкав на Поділлі, потім виїхав до Гжатська Смоленської губернії, де й помер.

+ Емілія Йосипівна Бечковська герба Дрия — власниця частини села Затурці Володимирського повіту на Волині, донька Йосифа Бечковського, підкоморій Володимирського і Теклі з роду Янишевських.
- Липинська Теодора Фабіанівна
- Липинська Олександра Фабіанівна — дружини Станіслава Тизенгауза (одна по смерті другої).
- Липинський Болеслав Фабіанович
- Липинський Вацлав-Пйотр Фабіанович.

### XV
- Липинський Йосиф Володимирович

+ Марцеліна Раціборовська — донька власника частини села Затурці, бездітна.
- Липинський Казимир-Сильвестер-Антоній Володимирович (1844—1915) — саперний офіцер у російсько-турецькій війні 1877—1878 роках, володів селом Затурці і підняв господарство на високий рівень.

+ Клара Рокицька (1853-?) — донька Аполінарія Рокицького герба Роґаля.
- Липинський Юзеф-Казимир Володимирович
- Липинський Казимир-Олександр Володимирович

### XVI

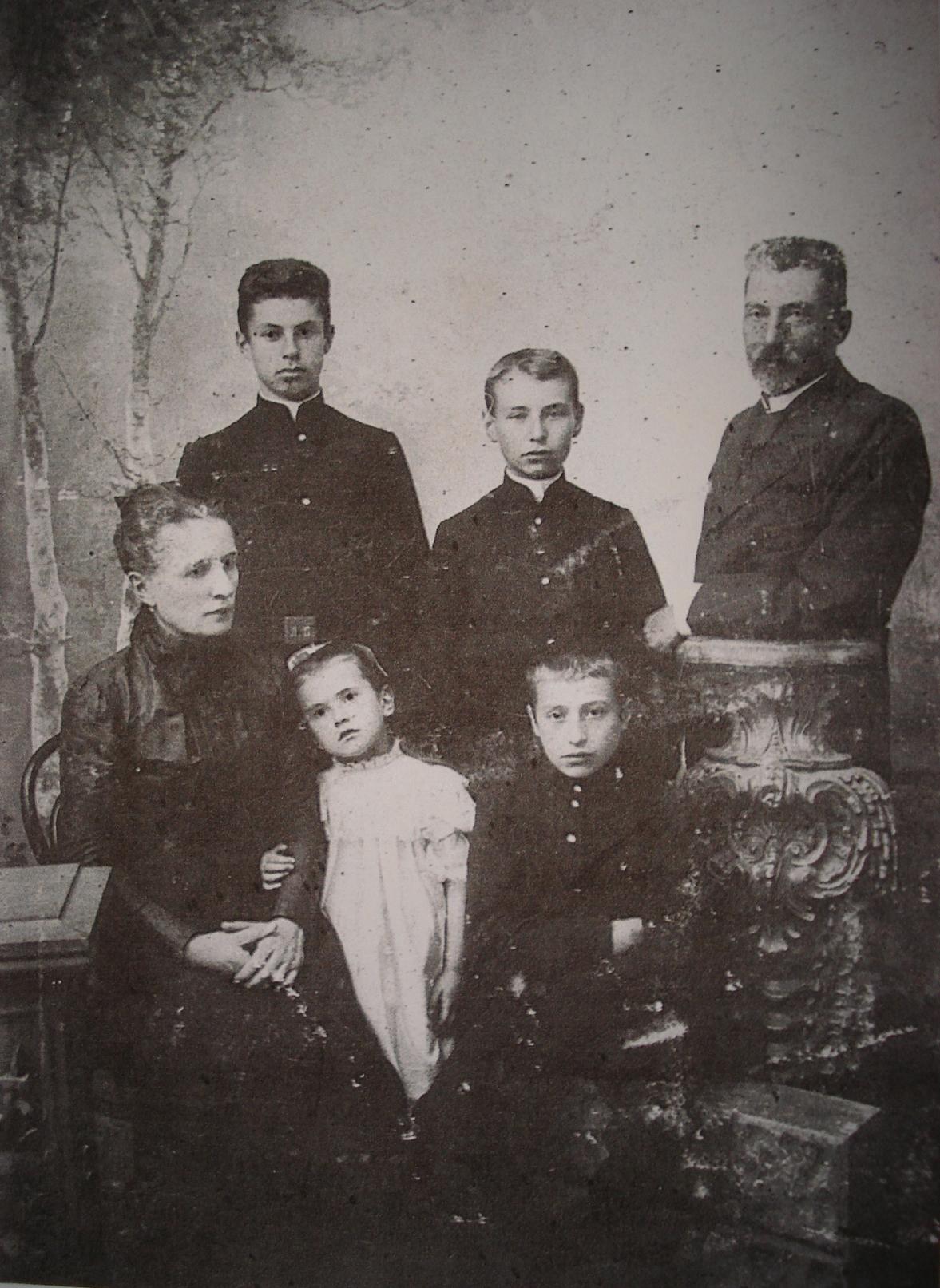
Родина Липинських, кінець XIX століття

- Вацлав-Віцентій В'ячеслав Липинський (1882—1931) — український політичний діяч, історик, історіософ, соціолог, публіцист, теоретик українського консерватизму, один із організаторів Української демократично-хліборобської партії та «Українського союзу хліборобів-державників», засновник державницької історичної школи.

+ Казимира Шуміньська (розлучились в 1919 році)
- Липинський Станіслав Казимирович (1884—1954) — учений-агроном, доктор філософії

+ Липинська Марія (1920—1939).
- Липинський Володимир Казимирович (1887—1976) — лікар.
- Ванда-Юліана Казимирівна Жмісевська (1891—1979) — сестра, власниця частини маєтку Торчин у Луцькому повіті, де разом з чоловіком займалася господарством до 1939 року. Згодом мешкала в Ківерцях, після Другої світової війни — на Помор'ї і в Мазурії.

+ Брунон Змієвський (Жмісевський)

### XVII
- Липинський Ян Станіславович (1921 року народження) — вчений-агроном, залишив свої спогади про родину Липинських «Z Zaturzec do Zaturzec 1939—1994», український варіант яких виголосив у формі доповіді «Вацлав Липинський і його родина» на конференції на честь свого дядька «В'ячеслав Липинський: історико-політологічна спадщина і сучасна Україна» (1992).

+ Липинська Марія (1920 року народження)
- Липинський Ядвіга Станіславівна — вчена-селекціонер, доктор наук
- Липинський Юліан Станіславович — випускник Львівської політехніки, інженер-будівельник.
- Липинський Зігмунд Станіславович
- Липинська Єва В'ячеславівна (1909—2007, у шлюбі — Ґолковська, згодом — Сендзельовська), жила в Лондоні. Вона надіслала до СЄДІ колекцію приватних матеріалів батька: світлини 1894—1918 року, оригінальні листи до матері, дипломатичний паспорт батька з часів Директорії УНР та деякі документи. Крім того, передала 40 світлин (оригінальних та копії) родини Липинських, а також фото посмертної маски В'ячеслава Липинського, панахиди щодо В'ячеслава Липинському у Відні тощо.
- Липинський Казимир Володимирович — лікар, мешкав у Луцьку та Варшаві.

+ Липинська Марія

### XVIII
- Липинська Єва Казимирівна
- Липинський Мартін Казимирович.
- Липинський Юрій Янович — лікар у Гданську, професор